# Fa (Stausee)
Der Fa ist ein Stausee im Kanton Wallis. Er liegt im Zwischbergental auf 1758 m ü. M.

## Geographie
Der Fa liegt im Gebiet der Gemeinde Zwischbergen im Zwischbergental. Das Wasser des Fa fliesst via Grossus Wasser zum Sera Stausee und von dort via
die Doveria, die Tosa, den Tessin und den Po in die Adria. Das Wasser des Fa wird im 2,5 km talwärts liegenden Kraftwerk Tannuwald (46° 09′ 00.26″ N 8° 06′ 28.83″ E) turbiniert und fliesst anschliessend im Grossus Wasser 2,2 km bis zum Sera-Stausee. 350 m südwestlich des Fa liegt die Alp Cheller.

## Bilder

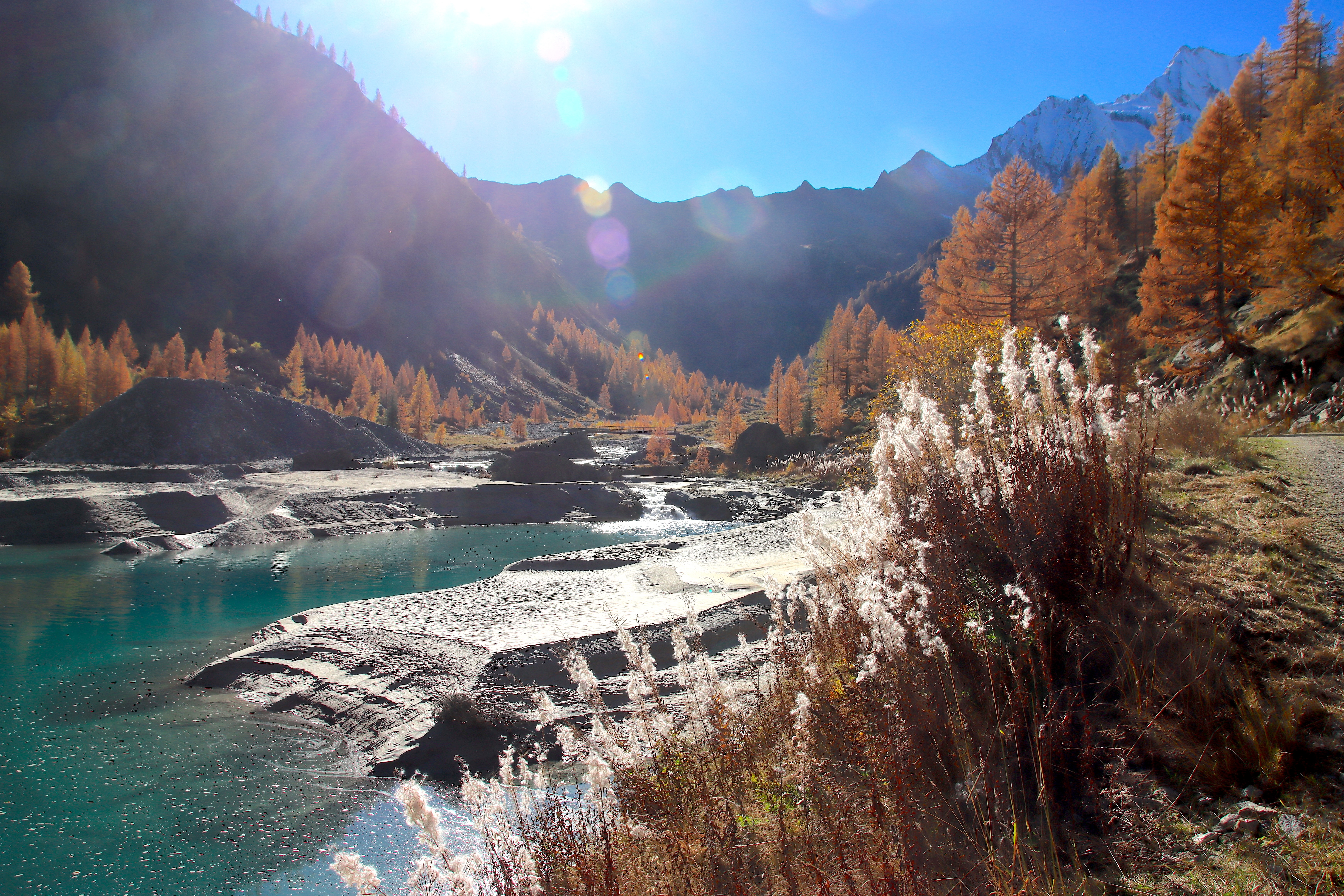
Fa
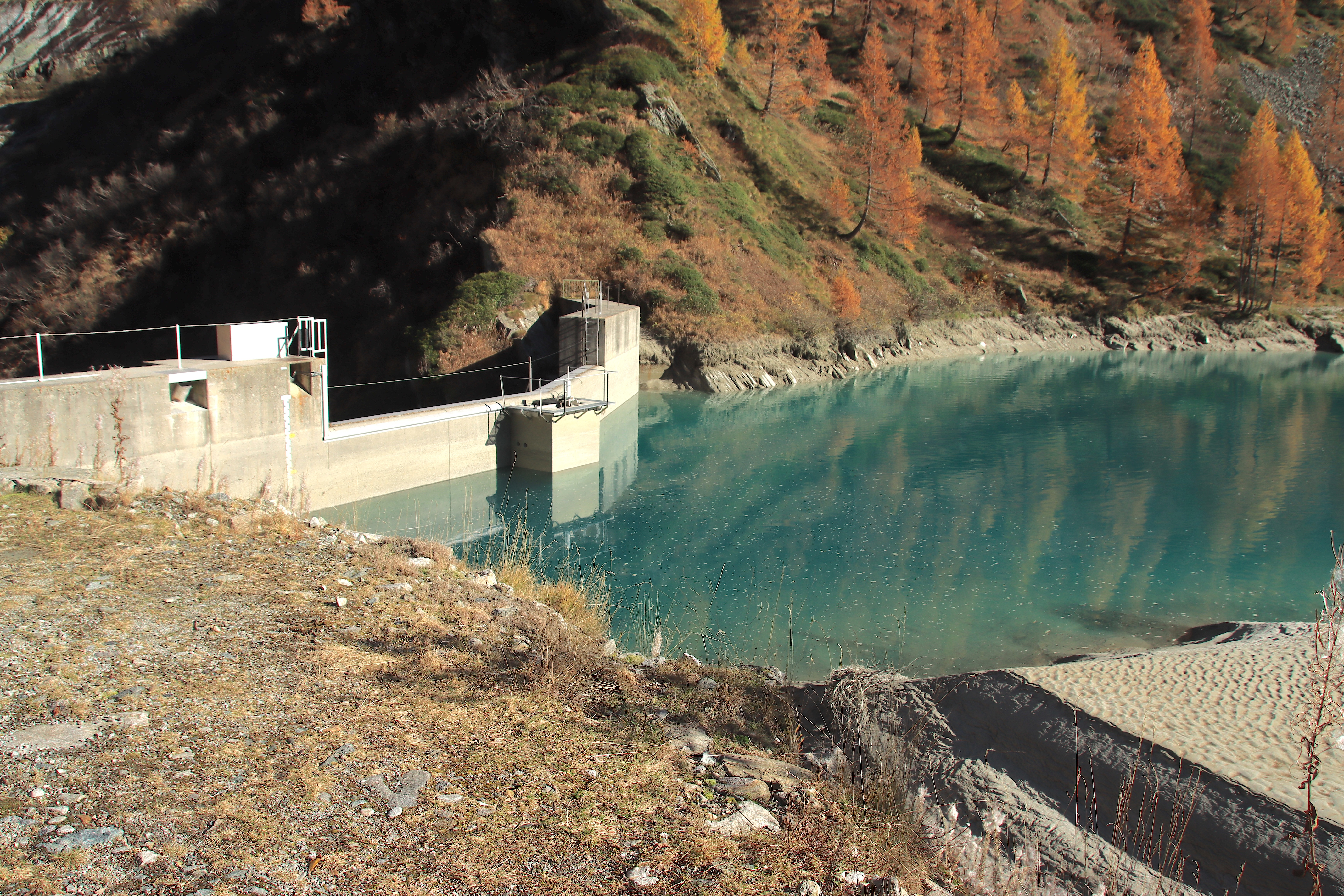
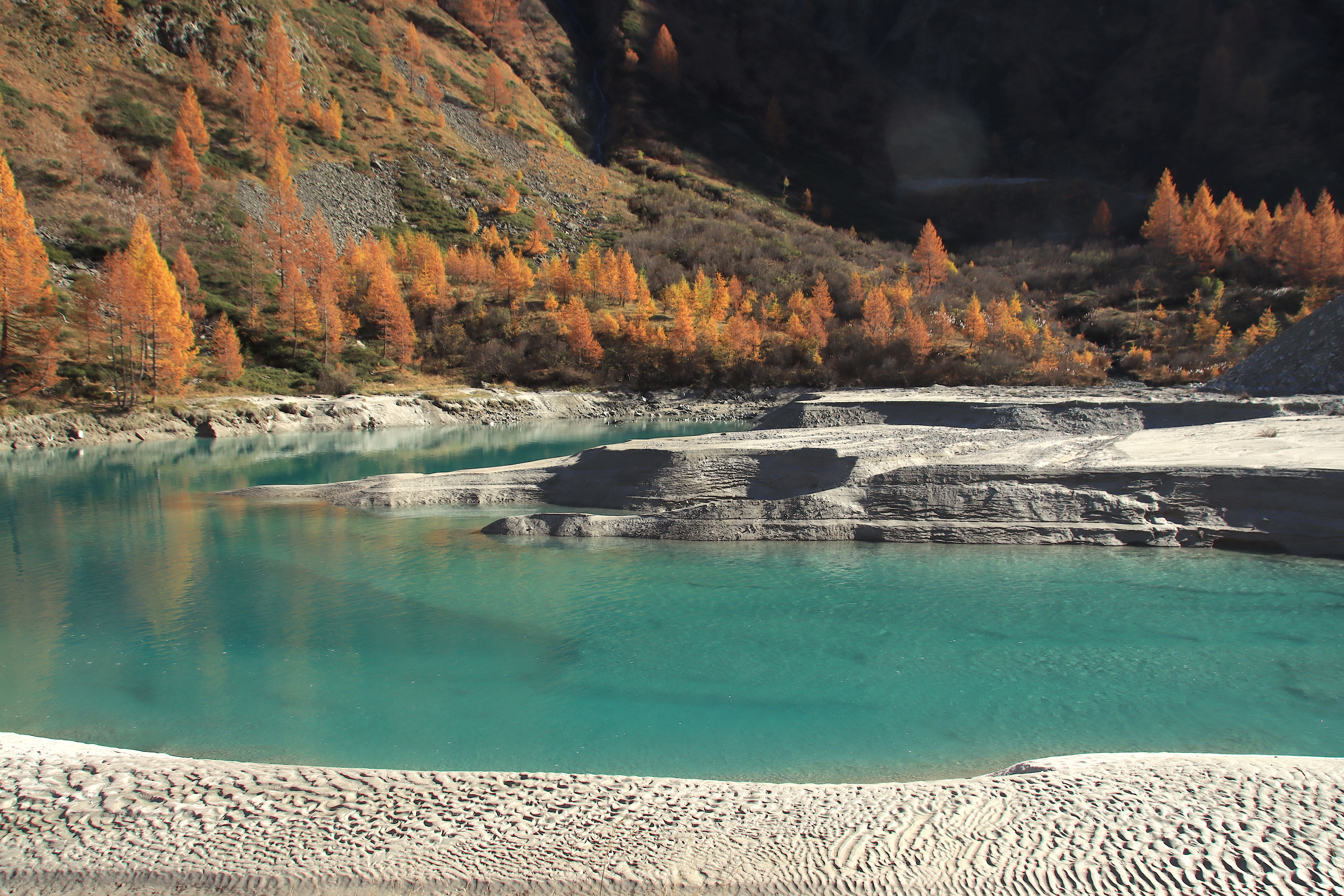